# Gentiana andrewsii
Gentiana andrewsii är en gentianaväxtart som beskrevs av August Heinrich Rudolf Grisebach. Gentiana andrewsii ingår i släktet gentianor, och familjen gentianaväxter. Utöver nominatformen finns också underarten G. a. dakotica.